# Place Jourdan (Etterbeek)
Pour les articles homonymes, voir Place Jourdan.
La place Jourdan (en néerlandais : Jourdanplein) est une place bruxelloise de la commune d'Etterbeek, située au pied du quartier européen et jouxtant le parc Léopold. La rue Froissart, la rue du Cornet, la rue Général Leman, la chaussée Saint-Pierre, la chaussée de Wavre, la rue Gray, l'avenue du Maelbeek et la chaussée d'Etterbeek y aboutissent,.
La numérotation des habitations va de 1 à 70 dans le sens horaire.

## Histoire

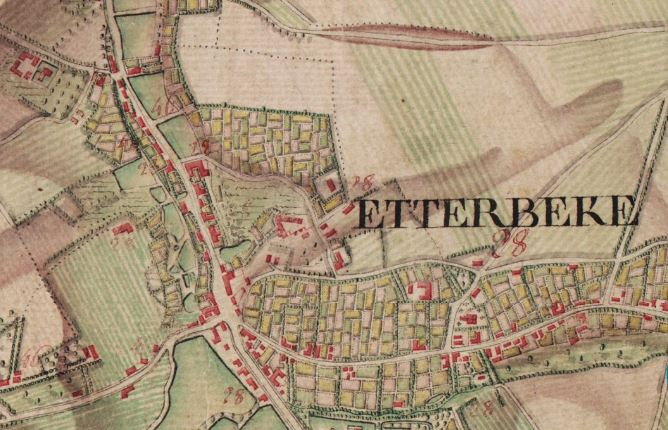
Le centre de l'ancien hameau d'Etterbeek sur la carte de Ferraris (1777)

La place Jourdan se situe au cœur de l'ancien hameau d'Etterbeck/Etterbeke, proche des étangs du Maelbeek (aujourd'hui le Parc Léopold) et des chaussées vers Bruxelles, Wavre et Namur.
La place doit son nom actuel au docteur J. B. Jourdan, qui fit des donations aux hospices pour les pauvres d'Etterbeek et d'Ixelles.
La place Jourdan est un lieu touristique et animé. Un marché hebdomadaire se tient sur la place chaque dimanche matin.
Tous les ans, différentes fêtes populaires occupent la place : Kriek and Beer, le marché de Noël, Etterbeek village, plusieurs foires... Tous les deux ans, l'Oktoberfest de Munich s'installe sur la place sous chapiteau pour quelques jours.

## Adresses notables

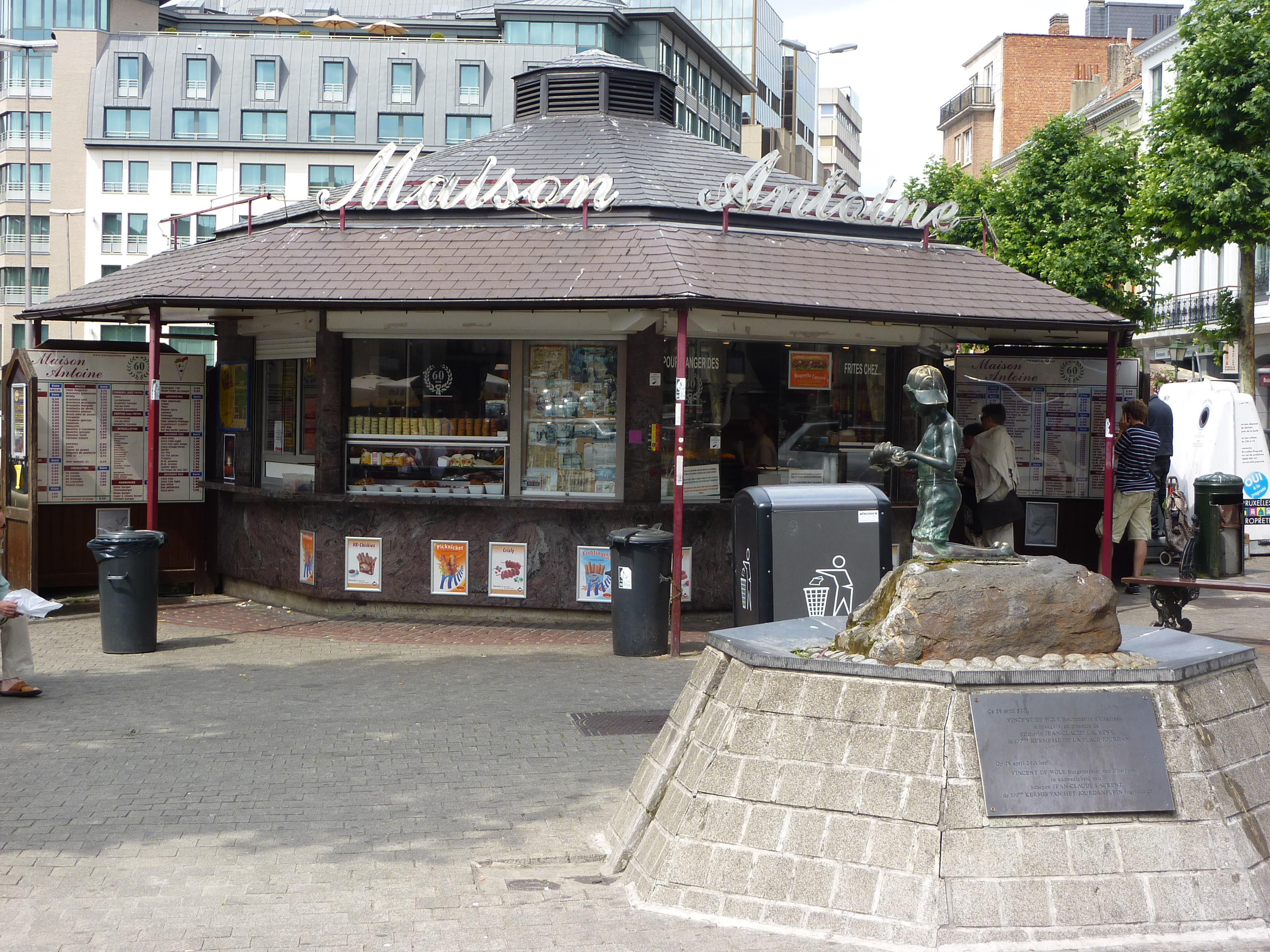
Maison Antoine (avant renovation)

- Maison Antoine : Créée en 1948 par d'anciens forains, Antoine Desmet et son épouse, la friterie Maison Antoine est l'une des plus célèbres friteries de Belgique. Elle a une réputation internationale. Le New York Times l'a titrée de "best french fries of the world"[4]. Leur recette est l'utilisation d'une pomme de terre de variété bintje, agria ou victoria, d'une découpe de grandes et épaisses frites fraîches, de l'utilisation d'une graisse de cuisson blanc de bœuf raffinée, et d'une cuisson en deux étapes (1re cuisson à 160°, 2e cuisson à 180°) ce qui donnera une frite croustillante et moelleuse à l'intérieur.

- no 1 : Hôtel Sofitel Brussels Europe
- no 14 : L'Association Royale des Ordres Nationaux créés par sa Majesté le Roi Léopold II.
- no 27 : Le Vatel
- n° : Jadis quincaillerie Depauw[5]

## Plan de réaménagement
Le réaménagement de la place Jourdan est planifié. Le plan est de l’aménager sous forme de semi-piétonnier d'ici la fin de l'année 2017. Les terrasses seront agrandies. Une fontaine, de nouveaux arbres et un nouveau bâtiment pour la friterie verront le jour. En plus de la libération de 70 places de parking sous le parc Jo Heyne à proximité. Ce stationnement sera relié à la place par un ascenseur. Les auteurs du projet sont le bureau d'architectes SumProject en collaboration avec le bureau d'études Greisch s.a.
L’approbation du projet récolte 53 % d’avis favorables. Et dans le quartier Jourdan, ce sont 65 % des riverains qui sont pour . Mais, plusieurs commerçants et une partie des riverains sont tout à fait opposés à ce réaménagement.
Dans le cadre de ce projet, l'administration communale d'Etterbeek a fait appel à l'artiste français Guillaume Bottazzi pour réaliser un tableau de 16 mètres de haut par 7 mètres de large qui orne définitivement la place bruxelloise,,,. Ce projet a bénéficié du partenariat de la Représentation de la Commission Européenne en Belgique et du soutien du service culturel de l'Ambassade de France en Belgique.
La place Jourdan, devenue semi-piétonnière a été inaugurée le 28 fevrier 2018.

## Transports publics
Outre la présence de station de taxis, la place Jourdan est desservie par la STIB et les vélos partagés Villo!.
Les bus 59, 60, 80 et N06 passent par la place Jourdan ; les bus 27, 34 et 59 passent à proximité.